# Enrique Martínez Paz (hijo)
Enrique Martínez Paz (Córdoba, 20 de enero de 1908-1991) fue un abogado y jurista argentino que se desempeñó como Ministro del Interior de la Nación Argentina durante el gobierno de facto de Juan Carlos Onganía.

## Biografía
Hijo de Enrique Martínez Paz y Cecilia del Campillo, estudió derecho en la Universidad Nacional de Córdoba (UNC) y se especializó en derecho político y derecho constitucional. Ejerció la abogacía y fue profesor en la UNC y en la Universidad Católica de Córdoba. Fue autor de diversas publicaciones de su especialidad y de investigaciones históricas sobre la Provincia de Córdoba.
Entre 1946 y 1957 militó en el Partido Demócrata de Córdoba, siendo elegido senador provincial, alejándose luego del partido. Fue vicepresidente del colegio de abogados de la ciudad de Córdoba y miembro del Instituto Argentino de Estudios Legislativos. También fue abogado del Banco de Córdoba.
Tras el golpe de Estado de junio de 1966, el general Juan Carlos Onganía ofreció el Ministerio del Interior a Carlos Caballero. Ante su negativa, nombró en el cargo a Enrique Martínez Paz a principios de julio de 1966.
Tuvo familiares presentes en diversos cargos durante la Revolución Argentina. El interventor de Córdoba brevemente en 1966, Gustavo Martínez Zuviría, estaba casado con la prima hermana de su esposa Elisa Martínez Deheza, y su sucesor en el cargo, Miguel Ángel Ferrer Deheza, era primo de su esposa. Como ministro, promovió el nombramiento de Pablo José Frías (esposo de su sobrina) como embajador ante la Santa Sede. Su hermano Fernando Martínez Paz fue ministro de educación de Córdoba, mientras que a su sobrino José Manuel Saravia (h) lo designó como subsecretario del Interior.
Al frente del Ministerio del Interior, anunció su «plan comunitarista» como reemplazo de los partidos políticos. En contra de la «vieja política», era partidario de la representación de cuerpos intermedios formados por organizaciones de la comunidad como cooperativas, sociedades de fomento, entre otros. Una crisis de gabinete en diciembre de 1966, hizo que fuera desplazado del cargo y reemplazado por Guillermo Borda.
Continuó dando clases y en 1988 publicó un Manual de Derecho Político.